# Erin Wilhelmi
Erin Wilhelmi (Louisville) es una actriz estadounidense. Conocida por su papel de Alice en The Perks of Being a Wallflower y la adaptación teatral de Aaron Sorkin de Matar un ruiseñor. 

## Filmografía

### Película
| Año  | Título                          | Papel       | Notas |
| ---- | ------------------------------- | ----------- | ----- |
| 2012 | The Perks of Being a Wallflower | Alice       |       |
| 2012 | Disconnect                      | Tracy       |       |
| 2013 | The English Teacher             | Joni Gerber |       |
| 2014 | All Relative                    | Liz         |       |
| 2014 | Jamie Marks Is Dead             | Susan       |       |
| 2016 | Sweet, Sweet Lonely Girl        | Adele       |       |
| 2018 | Unsane                          | Hayley      |       |
| 2022 | Baby Ruby                       |             |       |

### Televisión
| Año             | Título                            | Papel             | Notas        |
| --------------- | --------------------------------- | ----------------- | ------------ |
| 2012            | Gossip Girl                       | Mini Minion       | 1 episodio   |
| 2014            | The Knick                         | Lottie            | 6 episodios  |
| 2014            | Taxi Brooklyn                     | Ellie Wilson      | 1 episodio   |
| 2015            | Eye Candy                         | Erika             | 1 episodio   |
| 2018            | Law & Order: Special Victims Unit | Mariel McLaughlin | 1 episodio   |
| 2018            | Better Call Saul                  | Nikki             | 1 episodio   |
| 2020            | Monsterland                       | Julie White       | 1 episodio   |
| 2020 - 2022     | The Accidental Wolf               |                   | 9 episodios  |
| 2022 - presente | The Gilded Age                    | Adelheid Weber    | 13 episodios |

## Teatro
| Año  | Título                 | Papel         | Teatro                                                   |
| ---- | ---------------------- | ------------- | -------------------------------------------------------- |
| 2013 | El gran dios Pan       |               | Playwrights Horizons                                     |
| 2013 | Core Values            |               | Ars Nova Theater                                         |
| 2014 | The Great Immensity    |               | Teatro Público del Festival de Shakespeare de Nueva York |
| 2014 | American Hero          |               | Teatro Second Stage                                      |
| 2016 | Las brujas de Salem    | Mercy Lewis   | Walter Kerr Theatre                                      |
| 2017 | A Doll's House, Part 2 | Emmy Helmer   | Teatro John Golden                                       |
| 2018 | To Kill a Mockingbird  | Mayella Ewell | Teatro Shubert                                           |

## Premios y nominaciones
| Año  | Premio                                                  | Categoría                     | Obra nominada                   | Resultado |
| ---- | ------------------------------------------------------- | ----------------------------- | ------------------------------- | --------- |
| 2012 | Premios de la Sociedad de Críticos de Cine de San Diego | Mejor Interpretación Conjunta | The Perks of Being a Wallflower | Ganadora  |